# Vilassar de Dalt
Vilassar de Dalt je španělská obec v autonomním společenství Katalánsko, v provincii Barcelona v comarce Maresme. Jméno má svůj původ v římském názvu Villa Azari. Žije zde přibližně 9 300 obyvatel.
Sousedí s obcemi Vilassar de Mar, Premià de Dalt, Cabrils, Òrrius a Mataró.
První zmínka o místu je z roku 978. Farnost je známá od 11. století. Původně zemědělská obec se v 19. století stala centrem textilního průmyslu; ve 20. století vlivem přistěhovalců z jihu rostlo osídlení kolem historického centra.

## Památky
- Kostel sv. Geníse
- Kaple sv. Sebastiana z 16. století
- Kašna Teula

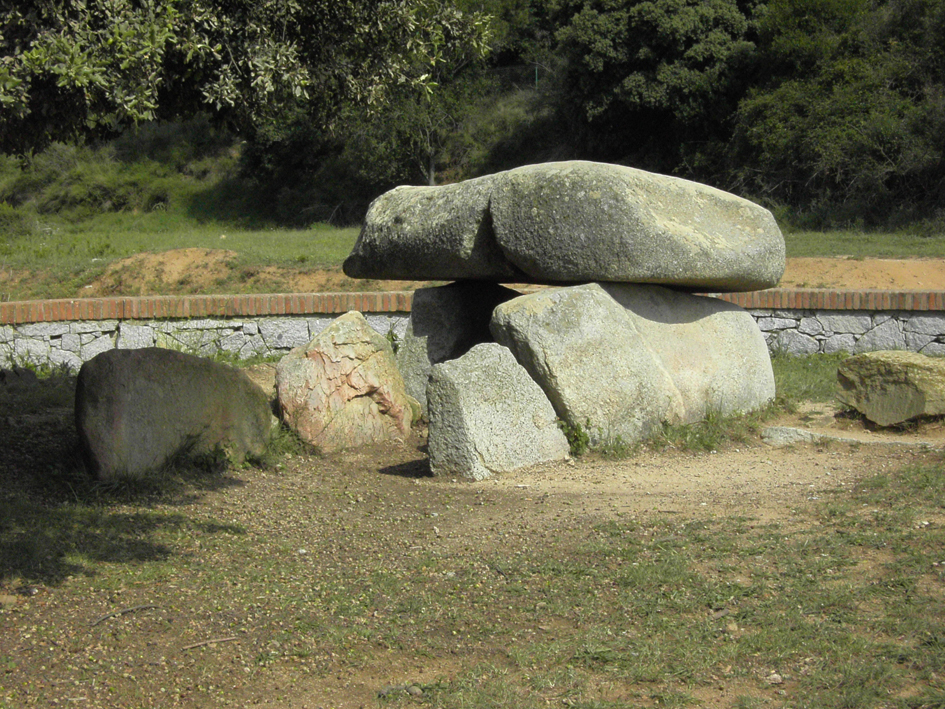
Dolmen Roca d'en Toni
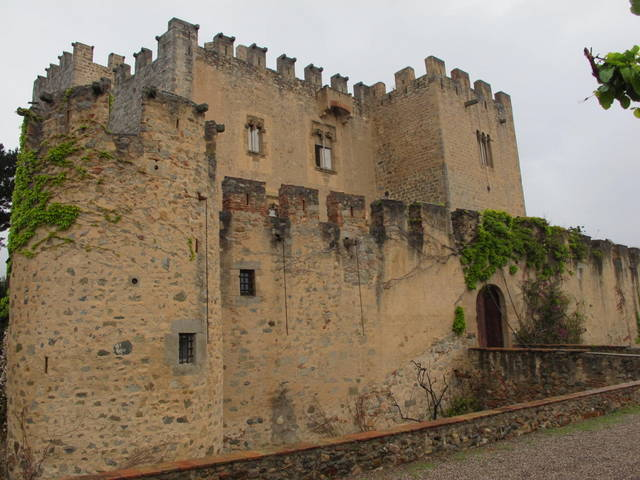
Hrad Vilassar

- Dolmen Roca d'en Toni
- Hrad Vilassar

## Vývoj počtu obyvatel
| Rok            | 1900 | 1930 | 1950 | 1970 | 1990 | 2000 | 2010 |
| Počet obyvatel | 3113 | 3374 | 3306 | 5257 | 6791 | 7484 | 8746 |

## Osobnosti
- Benet de Llança i d'Esquivel (1822–1863), spisovatel
- Aleix Clapés i Puig (1846–1920), malíř